# Deutschland Cup 1990
Třetí ročník hokejového turnaje Deutschland Cup se konal od 8. do 11. listopadu 1990 ve Stuttgartu. Vyhrála jej hokejová reprezentace Finska.

## Výsledky a tabulka
|    | Tým            | V | R | P | Skóre | B |
| 1. | Finsko         | 2 | 0 | 1 | 8:5   | 4 |
| 2. | Švédsko        | 2 | 0 | 1 | 13:8  | 4 |
| 3. | Československo | 1 | 0 | 2 | 7:10  | 2 |
| 4. | Německo        | 1 | 0 | 2 | 6:11  | 2 |

Pozn.: Při rovnosti bodů rozhodly vzájemné zápasy.
 Československo –  Švédsko 3:6 (2:0, 1:4, 0:2)
8. listopadu 1990 – Stuttgart

Branky a nahrávky Československa: 4. Tomáš Jelínek (Martin Maškarinec), 5. Petr Rosol (Robert Lang, Michal Danko), 31. Ľubomír Kolník (Radek Ťoupal, Pavel Pýcha). 

Branky a nahrávky Švédska: 22. Mikael Johansson (Nicklas Lindstrom), 27. Thomas Forslund (Ericsson, Tomas Jonsson), 30. Patrik Carnbäck (Fredrik Stillman), 34. Patrik Carnbäck (Peter Andersson), 42. Jan Victorsson (Charles Berglund), 43. Thomas Forslund (Kjell Samuelsson).

Rozhodčí: Werner Wurth (GER) - Richard Schutz (GER), Gerstberger (GER)

Vyloučení: 1:2 (využití 0:0)
ČSFR: Petr Bříza - Richard Adam, Bedřich Ščerban, Jiří Šlégr, Michal Danko, Petr Kuchyňa, Ľubomír Sekeráš, Martin Maškarinec, Josef Řezníček - Libor Dolana, Petr Kaňkovský, Petr Vlk - Petr Rosol, Robert Lang, Ladislav Lubina - Ľubomír Kolník, Radek Ťoupal, Pavel Pýcha - Tomáš Jelínek, Vladimír Petrovka, Richard Žemlička.
Švédsko: Peter Lindmark - Tomas Jonsson, Kjell Samuelsson, Thomas Eriksson, Nicklas Lidström, Fredrik Stillman, Peter Andersson - Håkan Loob, Thomas Rundqvist, Håkan Åhlund - Jan Viktorsson, Charles Berglund, Mikael Johansson - Thomas Forslund, Gustavsson, Patrik Carnbäck - Ericsson, Anders Huss, Jan Larsson.
 Německo –  Finsko 3:2 (1:0, 2:2, 0:0)
8. listopadu 1990 – Stuttgart

Branky a nahrávky Německa: 19. Michael Schmidt (Anton Krinner), 27. Marcus Bleicher (Anton Krinner), 30. Anton Krinner.

Branky a nahrávky Finska: 26. Ville Sirén (Raimo Helminen), 40. Teppo Kivelä.

Rozhodčí: Christian Frey (SUI) - Wilhelm Schimm (GER), Stefan Trainer (GER)

Vyloučení: 4:3 (využití 0:0, v oslabení 1:0)
 Finsko –  Československo 2:0 (0:0, 0:0, 2:0)
10. listopadu 1990 – Stuttgart

Branky a nahrávky Finska: 52. Teemu Selänne (Pekka Tuomisto), 59. Pekka Tuomisto (Teemu Selänne).

Rozhodčí:  Werner Wurth (GER) - Richard Schutz (GER), Gerstberger (GER)

Vyloučení: 3:2 (využití 0:0)
Finsko: Markus Ketterer - Timo Jutila, Hannu Virta, Ville Sirén, Simo Saarinen, Mikko Haapakoski, Hannu Henriksson, Pasi Huura, Mika Marttila - Ari Haanpää, Mika Nieminen, Pauli Järvinen - Pekka Tuomisto, Raimo Helminen, Teemu Selänne - Jari Torkki, Pekka Tirkkonen, Hannu Järvenpää - Timo Peltomaa, Teppo Kivela, Risto Kurkinen. 
ČSFR: Eduard Hartmann - Richard Adam, Bedřich Ščerban, Jiří Šlégr, Michal Danko, Petr Kuchyňa, Ľubomír Sekeráš, Martin Maškarinec, Josef Řezníček - Libor Dolana, Petr Kaňkovský, Petr Vlk - Petr Rosol, Robert Lang, Ladislav Lubina - Ľubomír Kolník, Radek Ťoupal, Pavel Pýcha - Tomáš Jelínek, Roman Horák, Richard Žemlička.
 Německo –  Švédsko 1:5 (0:1, 0:3, 1:1)
10. listopadu 1990 – Stuttgart

Branky Německa: 56. Marcus Bleicher (Anton Krinner).

Branky Švédska: 18. Ericsson, 23. Mikael Johansson, 27. Thomas Forslund (Gustavsson), 32. Håkan Loob (T. Eriksson), 41. Kjell Samuelsson (Håkan Loob, Kjell Samuelsson).

Rozhodčí: Nikolaj Morozov (URS) - Wilhelm Schim (GER), Stefan Trainer (GER)

Vyloučení: 4:4 (využití 1:0) navíc Forslund na 10 minut.
 Německo –  Československo 2:4 (1:1, 0:2, 1:1)
11. listopadu 1990 – Stuttgart

Branky a nahrávky Německa: 9. Bernd Trunschka (Gerd Trunschka), 43. Thomas Schinko (Marcus Bleicher).

Branky a nahrávky Československa: 15. Ladislav Lubina (Robert Lang), 35. Richard Žemlička (Radek Ťoupal), 38. Ladislav Lubina (Jiří Šlégr), 50. Roman Horák (Richard Žemlička).

Rozhodčí: Nikolaj Morozov (URS) - Gerstberger (GER), Richard Schutz (GER)

Vyloučení: 4:2 (využití 0:0)
Německo: Joseph Heiss - Andreas Niederberger, Michael Schmidt, Klaus Micheller, Marco Rentzsch, Harold Kreis, Jörg Mayer - Bernd Truntschka, Gerd Truntschka, Andreas Brockmann - Thomas Werner, Peter Draisaitl, Liesbach - Anton Krinner, Marcus Bleicher, Thomas Schinko - Mario Naster, Ralf Hantschke.
ČSFR: Eduard Hartmann - Richard Adam, Bedřich Ščerban, Jiří Šlégr, Michal Danko, Petr Kuchyňa, Ľubomír Sekeráš, Martin Maškarinec, Josef Řezníček - Tomáš Jelínek, Petr Kaňkovský, Petr Vlk - Petr Rosol, Robert Lang, Ladislav Lubina - Ľubomír Kolník, Radek Ťoupal, Pavel Pýcha - Vladimír Petrovka, Roman Horák, Richard Žemlička.
 Finsko –  Švédsko 4:2 (0:0, 1:0, 3:2)
11. listopadu 1990 – Stuttgart

Branky Finska: 31. Hannu Järvenpää, 45. Pasi Huura (Teemu Selänne), 56. Jari Torkki, 60. Risto Kurkinen (Pauli Järvinen).

Branky Švédska: 44. Ericsson (Johansson), 50. Huus (Loob, Rundqvist), 

Rozhodčí: Christian Frey (SUI) - Wilhelm Schim (GER), Stefan Trainer (GER)

Vyloučení: 7:5 (využití 0:0)